# 73 aC
L'any 73 aC va ser un any del calendari romà prejulià. En aquell temps, era conegut com a any del consolat de Cassi i Terenci (o, més rarament, any 681 ab urbe condita o de la fundació de la ciutat). L'ús del nom «73 aC» per referir-se a aquest any es remunta a l'alta edat mitjana, quan el sistema Anno Domini va ser el mètode de numeració dels anys més comú a Europa.

## Esdeveniments

### Regne del Pont
- Tercera Guerra Mitridàtica. Marc Aureli Cota i Luci Licini Lucul·le, havien estat cònsols l'any anterior (74 aC), i iniciaven la lluita contra Mitridates VI Eupàtor, rei del Pont. Mitridates VI, que havia vençut Cota a Calcedònia, assetja Cízic. Lucul·le es manté a la defensiva, i quan Mitridates aixeca el setge de Cízic per dificultats del subministrament per la proximitat de l'hivern, va infligir grans pèrdues a la seva avantguarda quan travessen el riu Esep i més tard a la vora del Granic. Mitridates, amb la seva flota, es retira amb el que li queda de l'exèrcit a Nicomèdia.[2][3]

### República Romana
- Gai Cassi Longí Var i Marc Terenci Varró Lucul són elegits cònsols.[4][5]
- Es cònsols proposar una llei coneguda com a lex Terentia Cassia per la qual l'estat podria comprar gra i el podria vendre a baix preu per distribuir-lo a les classes populars.[6]
- Comença la Tercera Guerra Servil. Un grup d'uns 200 gladiadors de l'escola de Càpua, pertanyents a Lèntul Batiat i dirigits per Espàrtac planegen una fugida. Uns 70 homes s'armen amb estris de cuina ("destralons i espets"), i lluiten fins a escapar de l'escola. S'apoderen de diversos carros d'armes i armadures de gladiador. El pretor Clodi Glabre marxa contra ells amb una milícia de 3000 homes, i assetgen els esclaus prop del Vesuvi, bloquejant l'únic camí conegut que baixa de la muntanya, però fracassen en l'intent d'aturar-los.[7]
- Catilina és acusat d'adulteri amb una verge vestal de nom Fàbia, germana de Terència, l'esposa de Ciceró, però se salva pel testimoni favorable de Lutaci Càtul.[8]

## Naixements
- Herodes el Gran, rei de Judea, Galilea, Samària, i Idumea.[9]

## Necrològiques
- Gai Aureli Cota, cònsol l'any 75 aC, nomenat governador de la Gàl·lia, en tornar a Roma demana els honors del triomf. Però el dia abans de la celebració se li obre una antiga ferida i mor el mateix dia.[10]